# Brigueil-le-Chantre
Brigueil-le-Chantre is een gemeente in het Franse departement Vienne (regio Nouvelle-Aquitaine) en telt 595 inwoners (1999). De plaats maakt deel uit van het arrondissement Montmorillon.

## Geografie
De oppervlakte van Brigueil-le-Chantre bedraagt 51,8 km², de bevolkingsdichtheid is 11,5 inwoners per km².
De onderstaande kaart toont de ligging van Brigueil-le-Chantre met de belangrijkste infrastructuur en aangrenzende gemeenten.

## Demografie
Onderstaande figuur toont het verloop van het inwonertal (bron: INSEE-tellingen).